# Rudolf Basedau
Rudolf Basedau (* 20. November 1897 in Geesthacht; † 23. Oktober 1975) war ein deutscher Politiker der SPD.

## Leben und Beruf
Nach Volksschule und Lehre arbeitete Basedau bei der Deutsche Werft AG im Werk Geesthacht-Düneberg. Dort wurde er Vorarbeiter, Betriebsmeister und schließlich Schichtleiter. Er lebte zeitlebens in seiner Geburtsstadt Geesthacht. Danker und Lehmann-Himmel charakterisieren ihn in ihrer Studie über das Verhalten und die Einstellungen der Schleswig-Holsteinischen Landtagsabgeordneten und Regierungsmitglieder der Nachkriegszeit in der NS-Zeit als „oppositionell / gemeinschaftsfremd“.

## Partei
Basedau beteiligte sich 1945 an der Wiedergründung der SPD. Von 1950 an war er Ortsvorsitzender seiner Partei in Geesthacht.

## Abgeordneter
Basedau war von 1950 bis 1967 Landtagsabgeordneter in Schleswig-Holstein. Dort vertrat er zunächst den Wahlkreis Lauenburg-Süd und ab 1954 den Wahlkreis Lauenburg-Stormarn. Von 1962 bis 1967 war er stellvertretender Vorsitzender des Eingabenausschusses.

## Ehrungen
Am 30. Dezember 1966 wurde Basedau auf Vorschlag der Landesregierung das Verdienstkreuz 1. Klasse des Bundesverdienstkreuzes verliehen.